# Marv Kellum
Marv Kellum (Topeka, 23 giugno 1952 – Pittsburgh, 4 febbraio 2023) è stato un giocatore di football americano statunitense che ha militato nel ruolo di linebacker nella National Football League (NFL).

## Carriera
Kellum giocò come professionista per quattro stagioni, tre per i Pittsburgh Steelers e una per i St. Louis Cardinals. Fu membro della squadra che vinse i primi due titoli della storia di Pittsburgh, il Super Bowl IX e X. Nel Super Bowl IX recuperò un fumble nel kickoff di apertura del primo tempo, che portò al primo touchdown dell'incontro. Con gli Steelers giocò principalmente negli special team.

## Palmarès

### Franchigia
- Super Bowl : 2

Pittsburgh Steelers: IX, X
- American Football Conference Championship: 2

Pittsburgh Steelers: 1974, 1975